# Fredolia
Fredolia é um género botânico pertencente à família Amaranthaceae

## Espécies
- Fredolia aretioides